# Patrick Kron
Patrick Kron, né le 26 septembre 1953, est un ingénieur et chef d'entreprise français. De 2003 à 2016, il a été président-directeur général du groupe Alstom, spécialisé dans les infrastructures de transport ferroviaire, de production et de transmission d'électricité.
Les conditions auxquelles il vend des éléments du groupe Alstom au groupe américain General Electric et les primes et revenus personnels qu'il en retire sont l'objet de controverses importantes dans la presse.

## Famille
Patrick Kron est le fils de Beno et Helena Kron, Juifs polonais originaires de Łódź, en Pologne. Comptable de formation, Beno Kron monte une entreprise de confection pour hommes.
La famille Kron compte un autre fils, Philippe, frère cadet de Patrick et médecin radiologue.

## Formation
Patrick Kron fait ses études secondaires au lycée Jacques-Decour puis est en classes préparatoires scientifiques au lycée Louis-le-Grand. Il entre ensuite à l'École polytechnique (X1973),, dont il sort major de promotion. Il choisit alors de rejoindre le Corps des mines,.

## Carrière

### Fonction publique
Patrick Kron commence sa carrière au ministère de l'Industrie de 1979 à 1984, d'abord à la DRIRE des Pays de la Loire (1979 à 1983), puis à la direction générale de l'Industrie (1983 à 1984).

### Pechiney
Patrick Kron rejoint le groupe Pechiney en 1984, où il va faire une carrière de près de 15 ans, occupant diverses fonctions opérationnelles, financières et de direction générale.
De 1984 à 1988, Patrick Kron est responsable de l'exploitation de l'une des plus importantes usines du groupe installée en Grèce, avant de prendre la direction générale de la filiale grecque de Pechiney. Il occupe ensuite diverses fonctions opérationnelles et financières entre 1988 et 1993, à la direction d'un ensemble d'activités de transformation de l'aluminium, puis en tant que Président-directeur général de Pechiney électrométallurgie.
En 1993, Patrick Kron devient membre du comité exécutif du groupe Pechiney et président-directeur général de Mersen (anciennement Carbone Lorraine) dont il assure la direction de 1993 à 1997.
De 1995 à 1997, il dirige les activités d'emballage alimentaire, hygiène et beauté de Pechiney et assure les fonctions de Chief Operating Officer d'American National Can Company à Chicago.

### Imerys
En 1998, Patrick Kron rejoint Imerys (ex Imetal) en tant que président du directoire, responsabilité qu'il exerce jusqu'en 2002, s'attachant à développer l'entreprise, devenue un des leaders mondiaux des minéraux industriels. Le 25 juin 2019, Patrick Kron est nommé Président du conseil d'administration d'Imerys et succède ainsi à Gilles Michel, qui avait quitté ce poste en mai 2018. Le 22 octobre 2019, il est nommé PDG d'Imerys par intérim, à la suite de la démission de Conrad Keijzer.

### Alstom
Administrateur du groupe Alstom depuis 2001, Patrick Kron est nommé directeur général le 1er janvier 2003 puis président-directeur général le 11 mars 2003.
Sa mission est de mener à bien le redressement du groupe. À court de trésorerie, le groupe énergétique et ferroviaire est au bord de la faillite. L'État vient à la rescousse, apporte 730 millions d'euros et prend 21 % du capital. En contrepartie, la Commission européenne exige de lourdes cessions. Les effectifs vont passer de 115 000 à 60 000 personnes. En 2006, l'entreprise redevient bénéficiaire. L'État cède la place à Bouygues en réalisant une plus-value d'1,3 milliard d'euros.

#### La cession de la branche énergie à General Electric
En avril 2014, Patrick Kron propose la vente de 70 % d'Alstom au groupe américain General Electric.  Le sujet est largement commenté dans les médias, jusqu’à la signature de l’accord entre les deux entreprises, effectif en juin 2014. Le projet est suivi de près par le gouvernement français et notamment mis en cause par Arnaud Montebourg alors ministre de l'Économie. 
Patrick Kron explique avoir pris une décision pour préparer l’avenir de l’entreprise et donner un avenir aux salariés, alors qu’Alstom n’a pas la taille critique pour être concurrentielle sur le secteur de l’énergie. 
Si la bourse lui est plutôt favorable, la presse généraliste est beaucoup plus partagée, et le sera de plus en plus tout au long de la controverse . 

#### La controverse
Le quotidien Le Monde décrit le PDG en tant que « fossoyeur » du groupe industriel. Analysant la gouvernance de Patrick Kron, Alain Trannoy tout en reconnaissant les effets positifs de celle-ci dans les années 2003-2008, lui attribue « une partie du manque de perspectives actuelles du groupe ». Loïk Le Floch-Prigent, ancien dirigeant de Elf Aquitaine, est beaucoup plus sévère. Il voit dans la décision de vendre un acte « irresponsable » et « un mépris total à l’égard du personnel, des clients, du peuple et de ses représentants ».
En décembre 2014, les actionnaires d'Alstom votent à 99,2 % des voix la cession du pôle énergie du groupe à General Electric pour 12,35 milliards d’euros et décident d’allouer une prime « conditionnelle exceptionnelle » de 4,1 millions d’euros à Patrick Kron,. Cette dernière est critiquée par la CGT, qui y voit une prime « pour casser l'outil industriel » donnée « avec la bénédiction de l'État ». De son côté, Patrick Kron, affirme que cette rémunération est « conforme aux bonnes pratiques » et qu’elle a fait l’objet d’une décision unanime du Conseil d’administration après avoir recueilli l’avis du Haut conseil de la gouvernance.
Au début de 2015, Jean-Michel Quatrepoint, journaliste économique, dénonce les conditions de vente de l'entreprise Alstom au groupe General Electric (GE) soulignant que contrairement aux promesses d'Arnaud Montebourg, assurant que le secteur nucléaire resterait sous contrôle français, le protocole d'accord approuvé par Emmanuel Macron en novembre et voté par l'assemblée générale, a pour conséquence de placer sous la coupe du groupe américain les turbines produites par Alstom et de cette manière la maintenance des centrales françaises. « Nous avons donc délibérément confié à un groupe américain l'avenir de l'ensemble de notre filière nucléaire… ». Il met en garde également sur le fait que cette vente « donne à GE le monopole de la fourniture de turbines de l'ensemble de notre flotte de guerre ». Il évoque également la vente d'une filiale d'Alstom, Alstom Satellite Tracking Systems, spécialisée dans les systèmes de repérage par satellite, dont les produits équipent l'armée française ainsi que des entreprises du secteur de la défense et de l'espace qui tombe dans le giron de General Electric. Il évoque « la cupidité et l'incompétence de certains dirigeants d'entreprise qui ont fait passer leurs intérêts personnels avant ceux de la collectivité ».
Certains  voient un lien direct entre la cession du pôle énergie du groupe à General Electric et l'enquête américaine pour des faits de corruption ayant débouché sur une amende de 720 millions d'euros et présentant des risques judiciaires pour plusieurs cadres d'Alstom dont Patrick Kron,. C'est une des raisons qui ont amené la commission d'enquête (voir infra) à se pencher sur cet aspect de l'opération. L'annonce du projet de cession a en effet eu lieu alors qu'un de ces cadres, Frédéric Pierucci, venait d'être emprisonné aux États-Unis dans le cadre de l'enquête américaine.
France Inter adapte le livre illustrant, par le vécu de Frédéric Pierucci depuis 2014, et son abandon par son entreprise et sa hiérarchie, l’affaire Alstom dans une série radiophonique.
Lors des polémiques qui accompagnent la vente d'Alstom, Patrick Kron se dit « fier » d’avoir conclu cette vente qui « donne un avenir » aux salariés des usines d’Alstom. C'est la raison pour laquelle il n'entend pas renoncer à sa prime qu'il considère « légitime ». 
L’ex-PDG d’Alstom voit sa rémunération contestée par les actionnaires, l’assemblée générale s’oppose à 62% à la « rémunération brute variable exceptionnelle » de 4,45 millions, conditionnée à l’aboutissement de la cession d’une partie de l’activité énergie d’Alstom à l’américain General Electric.

#### Les suites de la cession
En janvier 2016, GE annonce la suppression de 6 500 emplois en Europe, dont 765 en France, dans les activités énergie d'Alstom,. Le groupe maintient cependant son engagement de créer 1 000 emplois nets en France dans les trois ans. En janvier 2019 General Electric annonce qu'il envisage de supprimer jusqu’à 470 postes à travers la France, pour l’essentiel via des ruptures conventionnelles collectives, selon des syndicats. Sont concernés 149 postes chez GE Power Conversion en France, 90 chez Grid et 229 (dont 146 à Belfort) chez Alstom Power Systems.
En novembre 2015, la presse annonce qu'Alstom a provisionné 10,5 millions d'euros afin de financer la « retraite chapeau » de Patrick Kron. Dans son ouvrage Le Piège américain, Frédéric Pierucci, ancien président de la filiale chaudière d'Alstom, qui fut emprisonné pendant vingt-cinq mois aux États-Unis dans le cadre de la procédure engagée par le Department of Justice contre Alstom, s'étonne : « Je note qu'à ce jour Patrick Kron n'a fait l'objet d'aucune poursuite en France, alors qu'en signant le plaider-coupable il a avoué l'une des plus gigantesques opérations de corruption à l'échelle planétaire,. »
Les critiques de la ventes des actifs d'Alstom dans l'énergie mettent en avant la perte de souveraineté française sur la filière nucléaire. Elles poussent le gouvernement français vers une solution de rachat partiel.
En janvier 2022, le français EDF et General Electric s'entendent sur une reprise d'une partie de GE Steam Power, les activités de GE Power dans le nucléaire. EDF va débourser environ 175 millions d’euros pour cette transaction, une fois prises en compte les liquidités et dettes de l’activité rachetée. Cette ancienne activité d'Alstom Power valorisée 1 milliard d’euros, spécialisée dans les turbines nucléaires, notamment Arabelle et les services de maintenance associés aux réacteurs déployés,,.
Le 31 mai 2024, EDF reprend officiellement les activités nucléaires, non américaine, de General Electric, dont la maintenance et la fabrication des turbines Arabelle,.

#### La commission d'enquête parlementaire
En octobre 2017, une commission d'enquête parlementaire est constituée afin d'examiner les décisions prises par l'État en matière de politique industrielle. La commission s'intéresse tout particulièrement à la thématique des fusions d'entreprises intervenues récemment et tout particulièrement aux cas Alstom, Alcatel et STX. Son rapport est rendu le 19 avril 2018. Le président de la commission est Olivier Marleix, député de la deuxième circonscription Eure-et-Loir et membre des Républicains. Le rapporteur de la commission est Guillaume Kasbarian, député de la première circonscription d'Eure-et-Loir et membre de LREM. Dans son avant-propos, Olivier Marleix met, pour l'essentiel, l'emphase sur la cession de branche énergie d'Alstom à l'américain General Electric (GE) et dresse un réquisitoire à l'encontre de Patrick Kron, qui tranche cependant avec les principaux axes du rapport d'enquête. En effet, le rapporteur souligne notamment que « Alstom n'avait ni la taille critique ni les ressources financières pour faire face seule, à terme, au bouleversement du marché de l'énergie ». Soulignant les différentes difficultés rencontrées par Alstom, et notamment sa situation de quasi-faillite au début des années 2000, le rapporteur met en avant le fait que la crise économique mondiale de 2008-2009 et la catastrophe de Fukushima, survenue en 2011, ont considérablement déstabilisé le marché de l'énergie. Outre la problématique de la taille critique, les difficultés financières du groupe, ainsi que ses flux de trésorerie négatifs sont mis en avant. Par ailleurs, le rapport d'enquête souligne également le fait que la thèse relative à de supposées pressions exercées par le département de la Justice des États-Unis à l'encontre de Patrick Kron est fausse. S'il réfute cette thèse, le rapport d'enquête rappelle, néanmoins, que les moyens humains et financiers déployés par les États-Unis dans le cadre des poursuites anti-corruption sont importants. Sur ce dernier point, le rapport d'enquête se réfère notamment au rapport d'information sur l'extraterritorialité de la législation américaine réalisé par Pierre Lellouche et Karine Berger en octobre 2016.
Si dans son propos liminaire, Olivier Marleix pose notamment la question du « montant extravagant des honoraires payés par Alstom et GE dans le cadre de cette fusion », et se demande, par-là même, où se situe « la frontière entre conseil et influence sur la décision », ce point n'est pas repris par le rapporteur qui, dans son développement, ne revient pas aussi expressément sur le rôle joué par les agences de communication, d'affaires publiques et de conseil dans le cadre du dossier.

### Truffle Capital
En novembre 2016, il prend la tête du fonds de capital-risque Truffle capital,,, un fonds français spécialisé dans la BioMedTech et les Fintech, créé en 2001 par Philippe Pouletty, Jean-François Fourt, Bernard-Louis Roques et Henri Moulard.

## Autres mandats
- Depuis le 6 décembre 2006 : Administrateur du groupe de BTP Bouygues (échéance en 2016)[51].
- 2012-2013 : Premier président de l'organisme Fer de France
- Depuis 2014 : Administrateur du groupe pharmaceutique Sanofi (échéance en 2018)
- Depuis ? : Administrateur de l’Association française des entreprises privées
- Depuis ? : Vice-président du conseil d'administration de l'association d'art vocal Les Arts Florissants

## Rémunérations
En 2012, le salaire de Patrick Kron s'élève à 2,290 millions d'euros (+5 % vs 2011), ce qui le place 21e dans le classement des salaires des patrons du CAC 40 publié par le magazine Challenges. Les Échos notent une augmentation de 17 % de sa rémunération entre 2011 et 2013 alors même que le CA et le résultat opérationnel sont en recul de 3 % et de 7 % sur la même période.
En 2015, il touche une rémunération de 6 609 912 € en tant que PDG d'Alstom. En janvier 2016, lors de son départ de l'entreprise, il perçoit un bonus de 4 millions d'euros et une retraite-chapeau de 10 millions.

## Décorations
- Chevalier de la Légion d'honneur (2004)[54]
- Officier de l'ordre national du Mérite

### Documentaire
- David Gendreau et Alexandre Leraître, « Guerre fantôme : la vente d’Alstom à General Electric », LCP, Fr, 52 min, 2017
- Jean-Pierre Gratien, « Droit de suite, Alstom : une affaire d'État ? », LCP, vidéo dailymotion, 2017
- Fabrice Drouelle, « Affaire Alstom : une guerre secrète », sur france.tv, France Inter, France Télévisions, l’INA, Affaires Sensibles, 25 octobre 2021, 59'

### Émissions radio
- « Alstom - Un scandale d'Etat? », sur franceinter.fr, France Inter, Affaires Sensibles, 13 mars 2019
- Série en 6 épisodes de François Luciani, Matthieu Aron d'après "Le piège américain", de Frédéric Pierucci et Matthieu Aron, chez Jean-Claude Lattès (2019):
  - « L'Otage : l'arrestation (1)? », sur Franceinter.fr, Affaires Sensibles, 14 septembre 2020
  - « L'Otage : la prison (2) et l'enfer (3) », sur Franceinter.fr, Affaires Sensibles, 15 septembre 2020
  - « L'Otage : la révélation (4) et la libération (5) », sur Franceinter.fr, Affaires Sensibles, 16 septembre 2020
  - « L'Otage : Retour en enfer (6) », sur Franceinter.fr, Affaires Sensibles, 17 septembre 2020